# جيري أفينايم
جيري أفينايم (من مواليد 21 أغسطس 1964) هو مصور اميركي اشتهر بتصوير الأزياء و المشاهير.

## النشأة
هاجر والدا جيري اليهوديان من مصر إلى باريس، خلال أزمة قناة السويس في الخمسينيات، ثم هاجرا إلى الولايات المتحدة حيث ولد. حصل أفينايم على أول كاميرا له عندما كان مراهقا - وهي كاميرا يدوية كاملة مقاس 35 ملم من نوع إكزاكتا أحضرها والده من باريس. نشأ في شيكاغو، إلينوي.

## روابط خارجية
- موقع ويب جيري أفينيم للتصوير الفوتوغرافي
- جيري أفينايم في قاعدة بيانات الأفلام على الإنترنت